# 三浦耕吉郎
三浦耕吉郎（みうら こうきちろう、1956年 - ）は、日本の社会学者、関西学院大学教授。

## 来歴
山口県生まれ。1980年東京大学文学部社会学科卒、88年同大学院社会学研究科博士課程満期退学。1995年関西学院大学社会学部専任講師、97年助教授を経て、教授。2009年「環境と差別のクリティーク」で関西学院大学から博士（社会学）。日本解放社会学会。 

## 著書
- 『環境と差別のクリティーク 屠場・「不法占拠」・部落差別』新曜社 関西学院大学研究叢書 2009

### 共編編著
- 『社会学的フィールドワーク』好井裕明共編 世界思想社 2004
- 『構造的差別のソシオグラフィ 社会を書く/差別を解く』編 世界思想社 2006
- 『屠場 みる・きく・たべる・かく 食肉センターで働く人びと』編著 晃洋書房 2008

### 翻訳
- フィリップ・ベナール『デュルケムと女性、あるいは未完の『自殺論』 アノミー概念の形成と転変』杉山光信共訳 新曜社 1988

## 参考
- 『屠場・「不法占拠」・部落差別』著者紹介
- 『デュルケムと女性、あるいは未完の『自殺論』訳者紹介